# 815

سنة 815 كانت سنة بسيطة تبدأ يوم الإثنين (سوف يظهر الرابط التقويم الكامل للعام) حسب التقويم اليولياني.

## مواليد
- خفاجة بن سفيان قائد أغلبي وأمير صقلية
- الإمام داود بن علي الظاهري مؤسس المذهب الظاهري.

## وفيات
- عبد الله بن خازم التميمي
- أبو الشمقمق
- أبو السرايا الشيباني
- جابر بن حيان
- معروف الكرخي